# 장조 (조선)
장조(莊祖, 1735년 3월 7일~1762년 7월 12일)는 조선의 왕세자이고, 대한제국의 추존 황제이기도 하다. 영조의 둘째 아들로, 어머니는 영빈 이씨이고, 정조의 아버지이며 사도세자(思悼世子) 또는 장헌세자(莊獻世子)로 더 잘 알려져 있다.

## 개요
성은 이(李), 이름은 선(愃), 본관은 전주(全州), 자는 윤관(允寬). 호는 의재(毅齋)이다.
영조의 둘째 아들로 생후 1년만에 왕세자로 책봉되었으며 1749년(영조 25년) 어명으로 대리청정을 시작하였으나 노론, 부왕과의 마찰과 정치적 갈등을 빚다가 1762년(영조 38년) 어명으로 뒤주에 갇혀 아사하였다.
사후 지위만 복권되었고, 양주 배봉산에 안장되었다가 다시 아들 정조에 의해 수원 화성 근처 현륭원(융릉)에 안장되었다. 정조 즉위 후 장헌의 존호를 받았다.
정조는 재위 중 그를 왕으로 추존하려는 시도를 하였으나 노론계열의 반발로 무산되고 만다. 한편 부인 헌경왕후는 후일 저서 《한중록》에서 그가 의대증과 정신질환을 앓았다고 진술했고, 실록에도 그의 병이 기록되어 있는 것으로 보아 적어도 우울증이나 화병 같은 병을 앓고 있었던 것은 확실해 보인다.
시호와 존호는 사도수덕돈경홍인경지장윤융범기명창휴찬원헌성계상현희장헌세자였다가 후에 고종 때 국왕으로 추존되면서 장종(莊宗)의 묘호를 더하여 장종신문환무장헌광효대왕(莊宗神文桓武莊獻廣孝大王)이라고 하였다. 대한제국 때 황제로 격상되어 장조의황제(莊祖懿皇帝)로 추존되었다. 비교적 근래의 무속 신으로, 무속 신앙에서 모시는 신의 한 사람으로 숭배되었는데, 이때의 호칭은 뒤주대감이었다.

## 생애

### 탄생과 세자 책봉

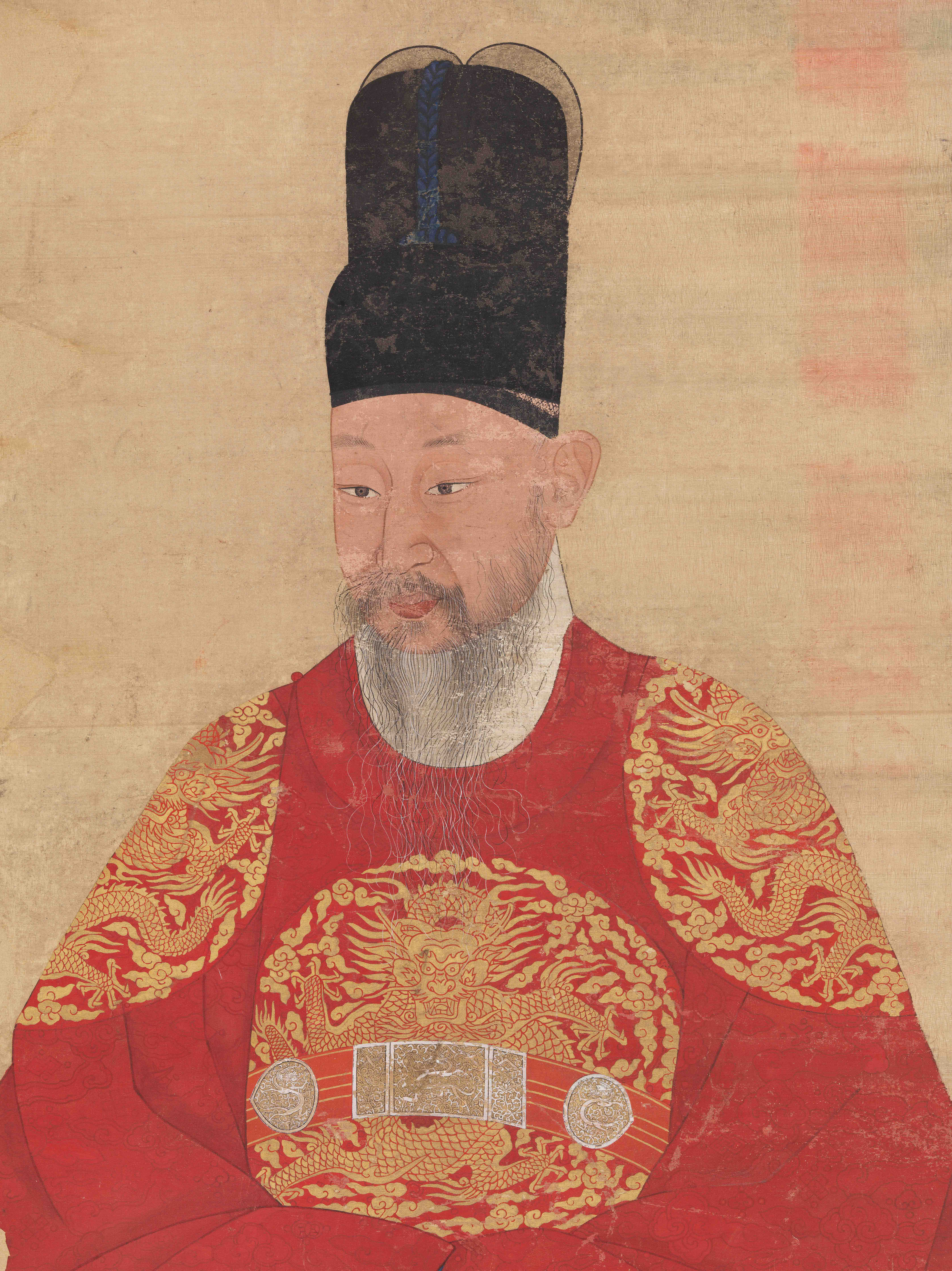
아버지 영조

사도세자 이선은 1735년 2월 13일(음력 1월 21일) 영빈 이씨의 소생인 영조의 서장자(차남)로 창경궁 집복헌(集福軒)에서 태어났다. 이복 형인 효장세자가 일찍 사망하였으므로 그는 생후 1년만에 원자(元子) 정호를 받았다. 그가 태어날 때 부왕 영조는 친히 어머니 영빈의 출산 장면을 지켜보았다.
 
영빈 이씨가 원자(元子)를 집복헌(集福軒)에서 낳았다.
그때 나라에서 오랫동안 저사(儲嗣)가 없으니
사람들이 모두 근심하고 두려워하였는데,
이때에 이르러 온 나라에서 기뻐하고 즐거워하였다.

(중략)
여러 신하들이 번갈아 하례하는 말을 올리니,
임금이 말하기를,

"삼종(三宗, 효종 · 현종 · 숙종)의 혈맥이 장차 끊어지려 하다가
 비로소 이어지게 되었으니,
 지금 다행히 돌아가서 열성조(列聖祖)를 뵐 면목이 서게 되었다.
 즐겁고 기뻐하는 마음이 지극하니, 그 감회 또한 깊다." 하였다.

— 《영조실록》 40권,
영조 11년(1735년 청 옹정(雍正) 13년) 1월 21일 (임진)

영조의 둘째 아들이었으나 그는 후궁 출신 서자였다. 태어난 지 100일 만에 영조의 정비 정성왕후의 양자가 되고, 어머니인 영빈 이씨의 곁을 떠나 내시와 나인들 손에서 성장하였다. 그러나 그의 거처는 부왕 영조를 적대시하던 왕대비 선의왕후가 거처하던 저승전(儲承殿) 이었고, 저승전 옆에는 지난 희빈 장씨가 거주하던 취선당(就善堂)이 있었다. 세자는 그들로부터 경종 독살설과 노론에 대한 부정적인 시각을 접하게 된다. 이때 저승전의 나인들 중 한상궁과 이상궁이 주로 세자를 대하였는데, 이들은 각각 자신들의 역할을 분담하여 세자를 훈육하였다.
정비는 후에 영의정을 지낸 홍봉한의 딸 혜경궁 홍씨이다. 1736년 3월 왕세자에 책봉되었다. 그는 영조의 맏아들이며 이복 형인 효장세자가 일찍 죽었고 영조의 나이 40세가 넘었으므로 태어난 지 1년 만에 세자에 책봉되었다.

### 세자 시절

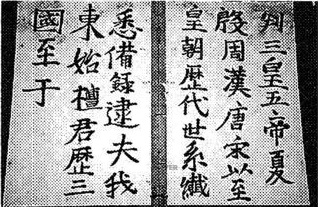
8세 때 친필로 쓴 동몽선습 내용

어려서부터 매우 영특하여 3세 때 〈효경〉을 읽고, 〈소학〉의 예를 실천했다. 8세 때는 직접 친필로 동몽선습 등의 내용을 그대로 따라 베끼기도 했다. 또한 일찍이 높은 정치적 안목을 가지고 있었다. 10세 때 참봉 홍봉한의 딸 홍씨를 간택하여 혼인하였다. 딸이 세자와 가례를 올린 뒤 홍봉한은 과거에 급제하고, 홍봉한은 과거 급제 후 10년도 안돼 종2품으로 승진하여 광주부윤이 되는 등의 출세가도를 달렸다.
부왕 영조는 자신이 무수리의 자식이라 갖게 된 한이 있어 아들 사도세자에게서는 무수리의 자식스러운 모습을 결코 보기 싫어했다고 전해진다. 그는 어렸을때부터 부왕 영조로부터 소학과 학문에만 열중하는게 세자의 도리라고 해서 소학과 학문에만 열중하였다. 그러다가 이상궁과 한상궁이 칼과 칼집을 가지고 와 전쟁놀이도 하였다. 나이 어린 세자가 노는 것은 문제가 없었지만 사도세자는 자기 어머니인 영빈 이씨한테 전쟁놀이를 하였음에도 소학과 학문을 하였다고 거짓을 고하는등 날이가면 갈수록 거짓이 심해졌다. 이를 안 영조는 매우 분노하였으며 몸소 저승전까지 가서 사도세자에게 꾸중을 했다고 한다. 영조는 이상궁과 한상궁을 추궁하는 것을 마치지 않고 호된 형벌을 하여 궐 밖으로 내치라는 어명이 떨어졌고 결국 이상궁과 한상궁은 형벌을 받다 죽었다. 혜경궁 홍씨가 쓴 한중록에 의하면 이 일로 인해 그는 어렸을 때부터 부왕 영조로부터 극심한 불신과 가혹한 꾸중을 들었다고 하며, 이 때문에 그의 마음에는 불안과 공포의 그림자가 드리워졌다고 하고 영조를 두려워하고 무서워했으며 영조 앞에서는 말 한마디도 못했다고 한다.
날이 갈수록 청심환을 먹지 않고서는 영조 앞에 제대로 서 있지도 못하였으며, 그 상태에서 영조가 무슨 말을 하려고만 해도 곧바로 기절해버릴 정도였다고 한다. 혜경궁 홍씨의 한중록에 의하면 이는 공포증과 광증(狂症)으로 표출되었다고 한다.
15세가 되는 1749년(영조 25년) 승명대리(承命代理)로 대리청정(廳政)을 시작했다. 영조는 세자를 심히 못마땅히 여기면서도 마땅한 대안이 없다는 까닭으로 세자에게서 대리청정을 거두지 않았다. 영조로부터 칭찬이나 격려는커녕 호통과 때로는 폭설을 들으면서도 세자는 세자된 책임으로서 대리청정을 수행하였다.
1750년 혜경궁 홍씨로부터 첫 아들인 세손 정(琔)이 태어난다. 세손 정의 출생으로 갈등이 일시적으로 완화되었다. 영조는 새로 태어난 세손에게 각별하였다. 남자가 귀해진 왕실에서 그것도 늘그막에 본 귀한 손자라 퍽 이뻐하였고, 사도세자는 아들인 세손을 방패 삼아 영조의 불호령으로부터 피할 수 있었다라 전해진다. 그러나 세손이 유아임에도 병을 앓았고, 영조는 세자가 세손을 제대로 보양하지 못 함이라며 다시 세자에게 칼날을 세웠고 둘 사이는 다시 어긋나기 시작했다. 결국 세손 정은 생후 3년만에 요절하였고, 세자는 부왕과 갈등으로 극심한 스트레스 속에서 1752년 둘째 아들 산을 출산한다. 한편 세손 정을 각별히 아꼈던 영조는 어린 세손의 장지와 묘비문, 행장을 직접 지어서 남기며 애통해하였고, 둘째 세손 산을 원손이나 세손에 책봉하는 것도 의소세손의 3년상을 마친 뒤에 하도록 했다.
영조가 귀애하던 화평옹주의 상 중에 태어난 터라 영조는 혜경궁 홍씨의 출산을 도운 영빈 이씨에게도 책망 할 정도로 아기를 몹시 싫어했다고 한다. 이에 세자는 나 하나도 버거운데 아이는 어찌하나 한탄했다고 한다. 이 아이가 후일의 정조가 된다.

### 대리청정 기간

#### 대리청정

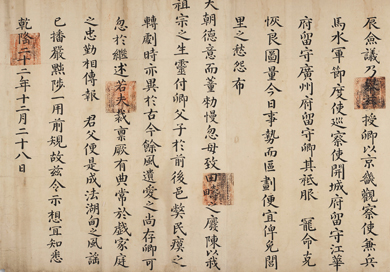
대리청정 시절 내린 영서(교지)

1752년(영조 28년) 훗날 정조가 될 세손이 태어난 해 영조가 병석에 눕자 사도세자는 부왕 영조의 명으로 대리청정을 하게 되었다. 세자는 노론의 의견을 일방 듣지 않고 소론도 일부 등용하였다. 이인좌의 난과 관련하여 소론 온건파 이광좌 등의 처벌, 추탈을 요구했지만 세자는 거절하였다. 노론은 영조에게 세자가 잘못된 정치관을 갖고 있다고 고해바쳤다.
영조가 약내를 맡고는 이런 저런 흠을 잡아 면박을 주며 물리치자 세자는 밖에 우두커니 서서 미동도 하지 아니했다. 이에 신하들이 병석의 영조에게 약을 권할 것을 종용하자 이를 거절한다. 세자는 영조가 약을 물리치는 것이 자신의 허물 때문이므로 약을 권할 면목조차 없다고 했으나, 영조는 그런 꾸짖음 하나 못 받느냐며 몹시 기분이 상했다.
세자는 대리청정을 하면서 여러 지방의 환곡에 대하여 덜어내고 더 받는 등 형편에 따라 세금을 조정하여 백성들의 짐을 경감시켜 주었고, 가난한 평민들을 괴롭히는 대동(大同)·군포(軍布)의 대전(代錢)·방납(防納)을 금지시켰다. 이런 선정으로 충청남도 아산군 온양의 온양 행궁 때는 백성들로부터 열의와 같은 환호를 받았다.
또한 소론 출신 재상 조현명, 이종성 등은 그를 정치적으로 후원하였고, 노론 중에서도 원칙론자인 유척기, 이천보 등이 그를 지지하였다.
노론에서는 사도세자에게 소론 제거와 이광좌 등에게 추죄를 할 것을 계속 요구했지만 사도세자는 거절하였고, 오히려 소론 4대신에게 우호적인 시각을 드러냈다. 이에 노론에서는 이인좌의 난 등을 언급했지만 세자는 듣지 않았다. 노론은 경계했고, 소론은 도리어 감격하였다. 노론에서는 세자가 자신들과 정견이 다르다고 보고 세자의 제거도 계획하는데, 훗날 벽파로 칭해지는 노론 내 일부 외에, 노론 내의 청명당, 노론시파 등 당내 다른 일부 인사들은 세자 배척에 반대하거나 불참한다.

#### 영조, 노론과의 심각한 갈등과 정신질환

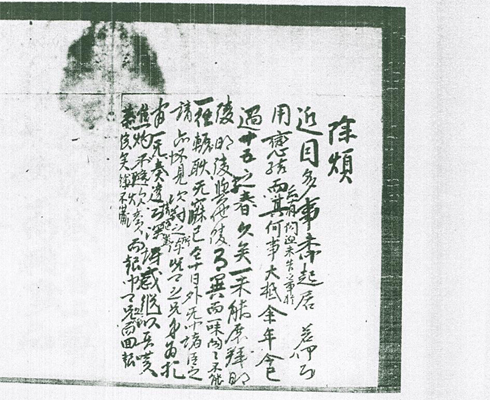
장조가 장인 홍봉한에게 보낸 편지 (1750년)

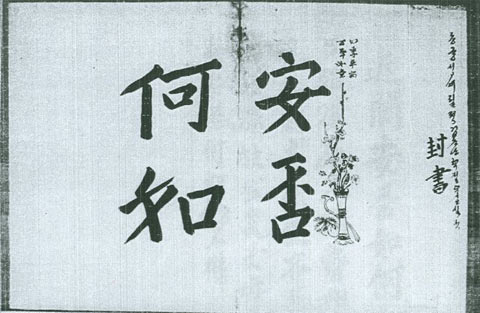
장조가 장인 홍봉한에게 보낸 편지

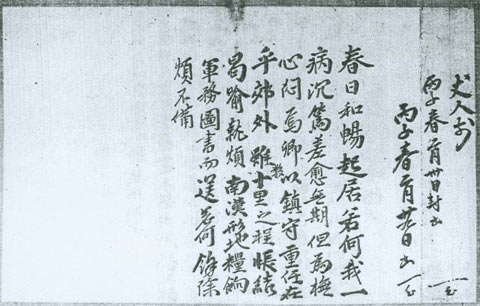
장조가 장인 홍봉한에게 보낸 편지

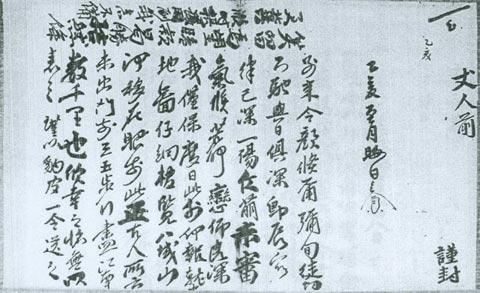
장조가 장인 홍봉한에게 보낸 편지

사도세자가 장인에게 보낸 한 편지 사도세자는“내 나이가 금년 15살 봄을 넘긴 지가 오래 됐으나 아직 한 번도 명릉(숙종의 능)에 나아가서 참배하지 못했습니다”라고 적어 아버지 영조와의 갈등을 표현하기도 했다. 그는 자신의 후견세력이자 신뢰할 곳으로 처가인 홍봉한 가문을 선택하였다.
| “ | 나는 원래 남모르는 울화의 증세가 있는 데다, 지금 또 더위를 먹은 가운데 임금을 모시고 나오니, (긴장돼) 열은 높고 울증은 극도로 달해 답답하기가 미칠 듯합니다. 이런 증세는 의관과 함께 말할 수 없습니다. 경이 우울증을 씻어 내는 약에 대해 익히 알고 있으니 약을 지어 남몰래 보내 주면 어떻겠습니까. | ” |
|   | — 1753년 또는 1754년 |   |

| “ | 내 나이 올해로 이미 15세의 봄을 넘긴 지 오래되었습니다만 아직 한번도 숙종대왕의 능에 나아가 참배하지 못했습니다. | ” |
|   | — (1749년에 보낸 편지)                                                                                           |   |

| “ | 나는 한 가지 병이 깊어서 나을 기약이 없으니, 다만 마음을 가라앉히면서 민망해할 따름입니다. | ” |
|   | — 1756년                                                                                   |   |

| “ | 이번 알약을 복용한 지 이미 수일이 지났지만 아무런 차도가 없습니다. | ” |
|   | — 1754년 10월 또는 11월 추정                                       |   |

1754년 10월 또는 11월에 홍봉한에게 보냈을 편지에서는 자신의 병을 걱정하고 불안해하는 모습도 드러난다. 특히 “나는 겨우 자고 먹을 뿐, 허황되고 미친 듯합니다”라는 내용은 조금씩 다른 표현으로 네 번 정도 반복됐다
사도세자는 장인에게 국가의 제도와 규칙이 설명된 서적과 지도를 구해 줄 것을 부탁하는 등 나라살림에 대한 관심을 나타내기도 했다.
| “ | 보내 주신 지도를 자세히 펴 보니 팔도의 산하가 눈앞에 와 있습니다. 이는 진실로 고인이 말한 바 ‘서너 걸음 문을 나서지도 않았는데 강남 수천리가 다하였네’ 라고 말한 것과 같습니다. 기쁘고 고마운 마음을 표할 길이 없어 삼가 표피 1영을 보내니 웃으며 거둬 주시기 바랍니다. | ” |
|   | — (1755년 11월 그믐날) |   |

그가 장인 홍봉한에게 보냈던 편지들 중에는 우울증을 호소하는 대목도 나온다. 1756년 2월 29일, 사도세자는 “나는 한 가지 병이 깊어서 나을 기약이 없으니, 다만 마음을 가라앉히면서 민망해할 따름입니다”라고 썼다. 그가 세상을 떠나기 6년 전 고백이다. 편지에는 아버지 영조에 대한 불만도 자세히 기록돼 있다. 사도세자는 만 14세인 1749년 장인에게 쓴 편지에서 “내 나이 올해로 이미 15세의 봄을 넘긴 지 오래되었습니다만 아직 한번도 숙종대왕의 능에 나아가 참배하지 못했습니다”라고 적었다. 여기에 대해서는'사도세자는 숙종대왕의 능에 참배하지 못하니 자신이 세자인지 자격지심을 느낀 것으로 보인다는 견해가 있다. 아버지의 갈등을 직접적으로 표현한 대목이라는 게 학계의 설명이다. 그러나 홍봉한이나 그의 집안에서는 사도세자의 서신에 응답하지 않았다. 도리어 혜경궁 홍씨 등은 사도세자의 행동을 자신의 친정에 알렸고, 이는 후일 일부 사학자들에 의해 음모론으로 발전하기도 한다.
노론의 대신들 역시 그의 실수와 비행을 영조에게 고해 바쳤다. 정성왕후 생존에는 유화적이었지만, 정성왕후가 죽은 후에는 영조와의 갈등이 더욱 깊어졌다. 세자궁에 있던 관료 조유진은 형수이기도 한 효순 현빈의 친정 조카였는데 사도세자는 그를 통해 자신의 형수의 동기간인 조재호와 연결, 서신을 주고받게 된다. 소론계열이었던 조재호는 좌의정, 판중추 등을 지낸 인물로 정순왕후의 책봉에 반대하다가 관직에서 물러나 춘천으로 은퇴하였다가, 후에 사도세자의 구원요청을 받고 한양으로 돌아온다. 하지만 사도세자를 구원하지 못하고 오히려 역공을 당해 사사된다.
한편 사도세자는 영조 즉위의 의리와 명분에 관련된 신임환국에 대해 부왕과는 다른 의견을 내놓았는데, 이 때문에 대립이 더욱 심화되었다는 의견도 있다. 이 때 김상로, 홍계희, 문성국, 김한구, 김귀주 등은 그를 수시로 탄핵, 비판하였고, 시댁이 소론 계열이었던 화완옹주 역시 그를 공격하는데 가담했다고 한다.(하지만 화완옹주가 사도세자를 모함했다는 증거는 다소 명확하지 않다.) 이에 그를 싫어하는 노론 당원들과 이에 동조하는 정순왕후 김씨(貞純王后 金氏), 숙의 문씨(淑儀 文氏) 등이 영조에게 세자를 무고하여 영조가 수시로 불러 크게 꾸짖었다 한다.
한편 당색으로는 노론이었던 혜경궁 홍씨 역시 세자에 대한 정보를 빼내 홍봉한, 홍인한 등에게 제공했다. 도움을 청할 곳이 없었던 사도세자는 형수인 효순현빈 조씨의 남동생이자, 영조가 탕평파로서 총해하던 조문명의 아들 조재호 등에게 도움을 청했다.

#### 난폭한 행동 문제
한편 1760년 이후로 그는 알 수 없는 행동을 하게 된다. 혜경궁은 '경진년(1760) 이후로 세자가 얼마나 많은 사람을 죽였는지 기억할 수조차 없다고 했다. ‘세자를 폐위시키는 반교’에 따르면, 생모인 영빈이 영조에게 세자의 비행을 말하면서 내관과 나인 백여 명을 죽였고 불에 달궈 지지는 악형을 가했다고 했다. 세자는 주로 만만한 아랫사람들만 죽였다 고 한다.
그런데 가학증의 대상이 점차 확대됐다. 후궁은 물론 아내인 혜경궁 홍씨까지 공격했을 뿐만 아니라 시강원에서 세자를 가르치는 스승을 쫓아가 공격하려고 했다. 영조가 술을 마셨다고 의심했을 때였다. 아마 시강원 스승들이 일러바쳤다고 생각한 듯하다. 죽기 직전에는 생모 영빈까지 죽이려고 했다. 이런 와중에 그는 창덕궁 낙선재 우물에서 자살을 시도하기도 했다. 평양으로 탈출하기도 했다. 일반불안장애, 강박장애, 충동조절장애를 겪던 세자는 1760년부터 정신분열증까지 겪게 된다. 헛것이 보이는 것이다. 그리고 아버지를 욕하기 시작했다. 세손(정조) 등이 생일을 축하하러 왔을 때는 “부모도 모르는 내가 자식을 어찌 알랴”라며 쫓아냈다.
1761년 1월 세자는 자신이 사랑하던 빙애를 죽였다. 옷을 갈아입다가 의대증이 발병해 죽였는데, 얻어맞은 빙애는 세자가 나간 뒤 신음하다가 절명했다. 수칙 박씨는 원래 숙종의 계비 인원왕후 김씨의 나인으로, 그 이름은 빙애였다. 사도세자의 부인 혜경궁 홍씨가 지은 《한중록》에는, 1757년(영조 33년) 음력 11월 11일 사도세자가 빙애를 취한 것으로 기록되어 있다. 그러나 당시의 기준에서 윗사람이 부리는 나인을 건드리는 것은 곧 윗사람의 물건을 취한 것으로 간주하여 일종의 금기사항으로 여겼기 때문에, 영조는 자신의 아들이 법통상 할머니가 되는 인원왕후의 나인을 건드린 것에 대해 매우 분개하였다고 한다. 한편 이 날의 《조선왕조실록》에는, 밤에 대신들이 입시한 상태에서 영조가 사도세자에게 양위를 발표하였다가 사도세자가 기절을 했다고 기록하고 있다 한편 빙애를 구타할 때 세자는 빙애와의 사이에서 낳은, 돌이 갓 지난 왕자 은전군(恩全君)도 칼로 쳤다. 그리고 그는 칼 맞은 은전군을 문밖 연못에 던졌다. 평소 사도세자를 경계하고 미워했던 정순왕후의 측근들 중에 세자의 주변에서 세자의 비행을 지켜보는 이들이 있었다. 이를 알고 영조의 계비 정순왕후는 은전군을 구하여 이름을 하엽생(荷葉生), 곧 '연잎이'라고 불렀다. 영조는 자신의 서손자 은전군의 자(字)를 연재(憐哉), '가련하도다!'로 지어주었다.

### 생애 후반

#### 나경언의사고변 의문의 관서행
영조 37년 4월 세자는 평안도를 다녀오게 된다. 서명응이나 윤재겸등의 비판상소가 있었으나 장인인 홍봉한과 평안감사이자 화완옹주의 시숙인 정휘량의 도움으로 이일은 영조에게 알려지지 않았다. 당시 약관의 나이이던 정순왕후의 오빠 김귀주는 세자가 평양에 가도록 이를 막지 못하고 영조에게도 알리지 않은 홍봉한과 정휘량을 비판하는 밀봉상소를 영조에게 올렸다가 영조로부터 질책을 듣는다. 이일로 사건발생 5개월후에야 영조는 세자가 평양에 놀러간걸 알게된다. 또한 한중록에 의하면 이때 궁궐 바닥에 땅을 파고 공간을 마련하고 군기붙이를 숨겨두려 했다 한다.
그가 불시에 평안도를 방문한 목적과 단시간 내로 오고 간 방법, 한중록에서 지적하는, 그가 궁궐 밑에 비밀리에 땅을 파고 무기를 숨겨둔 사유에 대한 것은 실록이나 한중록 어디에도 나타나지 않고 있다.
1762년 6월 14일(음력 5월 22일) 영조 38년 나경언(羅景彦)이 세자의 결점과 비행을 10여 조에 걸쳐 열거하였다. 이를 본 영조는 크게 화를 내며 이런 사실들을 자기에게 알리지 않은 신하들을 질책한다. 나경언은 처형되었지만 영조는 세자에 대한 의혹을 거두지 않았다.
1762년(영조 38년) 윤5월 13일, 생모 영빈 이씨가 영조에게 세자를 처분하여 세손을 보호하라며 세자의 비행을 고변한다.
| “ | 세자가 내관, 내인, 하인을 죽인 것이 거의 백여명이오며 그들에게 불로 지지는 형벌을 가하는 등 차마 볼수 없는 일을 행한것은 이루 말로 다할 수 없습니다. 그 형구는 모두 내수사 등에 있는 것으로 한도없이 가져다 썼습니다. 또 장번내관을 내쫒고 다만 어린 내관 별감 들과 밤낮으로 함께 있으면서 가져온 재화를 그놈들에게 나눠주고, 기생, 비구니와 주야로 음란한 일을 벌였습니다. 그리고 제 하인을 불러 가두기까지 했습니다. 근일은 잘못이 더욱 심하여 한번 아뢰고자 하나 모자의 은정 때문에 차마 아뢰지 못했습니다. 근일 궁궐 후원에다가 무덤을 만들어 감히 말할 수 없는 곳을 묻고자 했으며 하인에게 머리를 풀게하고 날카로운 칼을 곁에두고 불측한 일을 하고자 했습니다. 지난번 제가 창덕궁에 갔을 때 몇번이나 저를 죽이려고 했는데 제 몸의 화는 면했습니다만 제 몸이야 돌아보지 않더라도 임금의 몸을 생각하면 어찌 감히 이 사실을 아뢰지 않겠습니까. | ” |
|   | — 영빈 이씨의 고변 |   |

당시 세자를 폐하며 영조가 반포한 폐세자 반교문에는 생모 영빈이씨가 영조에게 고변한 내용이 나온다.
불길함을 예상한 사도세자는 일부러 아들 세손이 쓰던, 크기가 작은 휘항(방한모자)를 쓰고 고의로 학질병에 걸린 것, 혹은 정신질환이 심각해진 것처럼 연기하려 했다가 혜경궁 홍씨의 제지를 받았다. 자신이 죽을 것을 예감한 그는 자신은 폐하고 세손은 효장세자의 아들이 될 것이라 하기도 했다. 한중록에 의하면 혜경궁이 휘항모자를 빼앗자, 일부러 쓰는 것인데 빼앗는다며 나는 죽고 자네는 세손 데리고 오래 살라고 말했다 한다.

## 최후

### 임오화변
1762년 7월 4일(윤 5월 13일) 결국 아버지 영조는 세자를 폐하여 서인으로 삼고, 휘령전 앞 쌀 담는 뒤주 속에 세자를 가두었다. 영조가 세자를 뒤주에 들어가라 하자, 당시 무겸선전관 이석문은 어린 세손 산을 도와 입궐하려 했으나, 수문장들이 이를 저지하였다. 윤 5월 13일 설서(設書) 권정침(權正枕)과 사서(司書) 임성(任誠)이 세자의 아들인 세손을 모시고 와서 안으로 들어가고자 했으나 수문장이 이를 거절했다. 무겸선전관 이석문은 세손을 등에 업고 수문장들을 밀친뒤 세손을 궁으로 들여보냈다. 세손이 영조에게 가서 아비를 살려달라고 구원을 청하였다.
세손이 영조에게 아비를 살려달라 하자 영조는 내관을 시켜 세손을 내보냈다. 세자시강원의 사부였던 윤숙과 임덕제가 현장에 달려왔고, 윤숙은 세자의 처벌은 안된다고 거듭 주장하다가 내쳐졌다. 이때 권정침(權正忱), 이이장(李彝章), 임성(任珹), 윤숙(尹塾), 임덕제(林德躋) 등이 땅에 머리를 찧고 울며 세자의 억울함을 간하였다. 화가 난 영조는 권정침을 참형에 처하려 했으나 무겸선전관 이석문, 선전관 홍화보(洪和輔)와 함께 이를 의로운 행동으로 여겨 명을 거부하였다.
어린 세손 산은 곧 끌려나갔고, 이석문은 엎드려 울며 물러나지 않았다. 영조는 이석문에게 뒤주에 큰 돌을 올리라고 명하였지만, 이석문은 죽더라도 못하겠다며 역시 거부하고 실행하지 않았다. 윤숙은 당시 정승이던 홍봉한, 신만이 세자사(世子師)라는 직책까지 가지고 있으면서, 일이 이지경이 되도록 방치했다며 홍봉한, 신만을 현장에서 탄핵하기도 했다.

영조는 곧 여승 가선과 환자 박필수, 평양 기생 5명을 체포하여 추국한 뒤 세자를 타락시킨 죄로 사형에 처했다. 한편 홍봉한, 신만, 김성응 등은 상소를 올려 세자의 스승인 윤숙, 임덕제를 유배했다.
 
임금이 창덕궁에 나아가 세자를 폐하여 서인(庶人)으로 삼고,
안에다 엄히 가두었다.
처음에 효장세자(孝章世子)가 훙(薨)하여 임금에게는 오랫동안 후사(後嗣)가 없다가
세자가 탄생하기에 이르렀는데, 타고난 자질이 탁월하여 임금이 매우 사랑하였다.
그러나 10여세 이후에는 점차 학문에 태만하게 되었고,
대리(代理)한 후부터 질병이 생겨 천성을 잃었다.
처음에는 대단치 않았기 때문에 신민(臣民)들이 낫기를 바랐었다.
(중략)
임금이 경희궁으로 이어하자 두 궁(宮) 사이에 점점 의심하는 마음이 생기게 되었고,
또 환관, 기녀와 함께 절도 없이 놀면서 하루 세 차례의 문안 인사를 모두 폐하였으니,
임금의 뜻에 맞지 않았으나 이미 다른 후사가 없었으므로
임금이 매번 나라를 위해 근심하였다.

임금이 세자에게 명하여 땅에 엎드려 관을 벗게 하고,
맨발로 머리를 땅에 조아리게 하고
이어서 차마 들을 수 없는 전교를 내려 자결할 것을 재촉하니,
세자의 조아린 이마에서 피가 나왔다.
(중략)
세손(정조)이 들어와 관(冠)과 포(袍)를 벗고 세자의 뒤에 엎드리니,
임금이 안아다가 시강원으로 보내고 김성응(金聖應) 부자(父子)에게 수위(守衛)하여
세손이 또다시 들어오지 못하게 하라고 명하였다.
임금이 칼을 들고 연달아 차마 들을 수 없는 전교를 내려 동궁의 자결을 재촉하니,
세자가 자결하고자 하였는데 춘방(春坊, 세자궁)의 여러 신하들이 말렸다.
임금이 이어서 폐하여 서인을 삼는다는 명을 내렸다.
(중략)
세자가 곡하면서 다시 들어가 땅에 엎드려 애걸하며 개과천선하기를 청하였다.
임금의 전교는 더욱 엄해지고 영빈이 고한 바를 대략 진술하였는데,
영빈은 바로 세자의 탄생모(誕生母) 이씨(李氏)로서 임금에게 밀고(密告)한 자였다.
도승지 이이장(李彛章)이 말하기를,
"전하께서 깊은 궁궐에 있는 한 여자의 말로 인해서 국본(國本)을 흔들려 하십니까?" 하니,
임금이 진노하여 빨리 방형(邦刑)을 바루라고 명하였다가 곧 그 명을 중지하였다.
드디어 세자를 깊이 가두라고 명하였는데, 세손(정조)이 황급히 들어왔다.
임금이 빈궁(혜경궁 홍씨)과 세손 및 여러 왕손을 좌의정 홍봉한의 집으로 보내라고 명하였는데,
이때에 밤이 이미 반이 지났었다.— 《영조실록》 99권,
영조 38년(1762년 청 건륭(乾隆) 27년) 윤5월 13일 (을해)

### 최후
1762년 7월 5일 세손을 들여보낸 일, 뒤주에 큰 돌 올려놓기를 거부했던 선전관 이석문은 항명죄로 삭탈관직당하고 의금부로 끌려갔다. 영조는 의금부에서 이석문을 친히 직접 국문한 뒤, 곤장 50도를 가하고 도성에서 쫓아냈다. 이 일로 이석문은 모든 도구를 버리고(盡散宦具), 도연명(陶淵明)의 귀거래사(歸去來辭)를 지어 바치고 낙향하였다.
그 뒤 동궁의 관료들이 뒤주의 틈으로 세자에게 미음(죽)과 물을 넣어주다가 발각, 영조는 이들의 출입을 금기하였다. 누군가가 세자가 갇힌 뒤주의 틈으로 미음(죽)과 물을 넣어준다는 것을 안 영조는 내관을 시켜 뒤주에 유약을 발라서 틈새, 통풍을 막는다. 영조는 선전관 구선복(具善復)을 시켜 뒤주를 감시하게 했고, 이 일로 세손 산(후일의 정조)은 구선복에게 원한을 품게 됐다. 사도세자는 감시가 엄해지기 전에 이미 소지하고 있던 부채를 반으로 쪼개 그것으로 본인의 오줌을 받아 마셨다. 그로부터 3,4일 만에 세자는 뒤주에서 굶어죽고 만다. 8일 뒤인 윤5월 21일 아사한 세자의 죽음이 확인되자 세자의 위호(位號)를 복구하고 사도(思悼)라는 시호를 내렸다.
이후 정조는 1776년(정조 1년) 장헌세자(莊獻世子)로 아버지의 시호와 원호 영우원을 상시하였다. 당시 세자의 나이 향년 27세였다.
사후 시신은 염습한 직후 홍낙임 등 처가 친정 일족이 관곽을 메고 7월 23일 경기도 양주군 고양주면 남중량포(南中梁浦, 현 서울특별시 동대문구 휘경동 29-1번지) 배봉산 갑좌(甲坐, 동북동쪽) 경향(庚向, 서쪽을 바라보는 자리), 후일의 서울시립대학교 동쪽 언덕에 안장되었다가 아들 정조가 즉위하면서 현위치(경기도 화성시 태안읍 안녕리 산1-1)로 옮겨진다.

### 금기와 복권

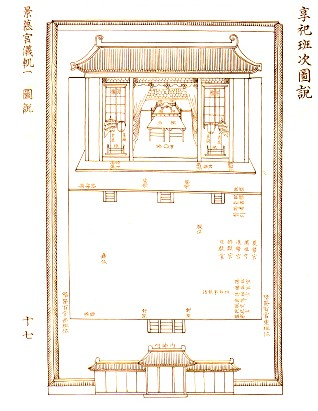
사도세자의 사당과 제사를 묘사한 의궤인 경모궁의궤향사반차도설

사도세자가 살인을 수시로 한 것은 자신이 직접 반성한 기록이나 죽은 사람들의 이름, 영조의 말 등을 볼 때 일부 사실로 추정된다.
 
정축년(1757년)과 무인년(1758년) 이후부터 병의 증세가 더욱 심해져서
병이 발작할 때에는 궁비(宮婢)와 환시(宦侍)를 죽이고, 죽인 후에는 문득 후회하곤 하였다.
임금이 매양 엄한 하교로 절실하게 책망하니, 세자가 의구심으로 인하여 병이 심하게 되었다.— 《영조실록》 99권,
영조 38년(1762년 청 건륭(乾隆) 27년) 윤5월 13일 (을해)

죽은 지 보름만에 복권되었다. 이때 영조가 사도라는 시호를 내린 것은 종사를 위해 결단을 내린 후 은정을 베푼 것이라고 영조가 말한 바 있다. 사도라는 시호의 뜻은 追悔前過曰思 , 年中早夭曰悼 (자신의 과오를 반성하고 일찍 죽었다는 의미이다)
1764년(영조 40년) 봄 경복궁 서쪽 순화방에 사당인 사도묘(思悼廟)를 지었다가 홍봉한등이 너무 화려하게 지었다는 이유로 허물고 동년 여름, 창경궁 홍화문 밖으로 옮겨서 수은묘(垂恩廟)라 하였다.
영조 40년 음력 2월 20일 세손은 사후 세자의 처분을 뒤집어 추숭할 것을 우려한 영조의 명에 의해 효장세자의 양자로 입적되며 영조에게 다시한번 사도세자를 추숭하지 말것을 다짐받는다.

### 사후
즉위 후 정조는 장헌세자라는 존호를 올리고 수은묘(垂恩墓)의 이름을 영우원(永祐園)으로, 수은묘(垂恩廟)는 경모궁(景慕宮)으로 올려 국왕의 생부로서 존대했다. 정조는 경모궁안에 자신의 초상화를 걸어두고 항상 아버지의 사당을 바라보게 하였다 한다. 이어 수덕돈경(綏德敦慶)의 존호를 올리고, 1784년 홍인경지(弘仁景祉)의 추가 존호를 올렸다. 1789년 10월 7일 정조는 영우원을 수원의 화산으로 옮긴 뒤 현륭원(顯隆園)이라 하고 국왕의 능묘에 버금가는 규모로 지었다. 정조는 생전 그를 왕으로 추존하려는 시도를 하였으나 노론의 반대와 반발에 부딛쳐 무산되었다. 결국 고종 때 가서야 그는 왕으로 추존된다.
정조는 사도세자를 추존하려 시도했으나 여러번 반발과 반대에 부딛쳤다. 금등 문서를 공개한 뒤에도 사도세자 추존 상소문은 계속 올라왔고, 정조는 사도세자 복권 여론, 사도세자 추존 여론을 청하는 상소에 대해 읽어보고 비통해하면서도, 그들을 처벌하여 영조의 유지를 지켰다. 그러나 정조는 못내 아쉬워하여 서유린(徐有隣) 등에게 사도세자를 추존하고 싶어하는 속마음을 털어놓았고, 이는 서유린의 아들 서준보(徐俊輔)와 증손자 서상조(徐相祖)에게도 전해졌다. 순조 때에 일각에서 사도세자 추존 여론이 나왔다가 오래된 일을 다시 꺼낸다며 거절당하면서 잊혀졌지만, 1855년(철종 6) 서준보가 사도세자의 추존을 청하는 상소를 올렸고 1899년 8월 3일 서상조가 다시 사도세자를 추존할 것을 청하는 상소를 올려 고종이 최종적으로 수락하게 된다.

### 황제 추존
1899년(광무 3년) 9월 1일 고종 황제는 그를 임금으로 추대하고 11월 13일 묘호는 장종(莊宗)이라고 하였다.
1899년(광무 3년) 10월 17일 , 고종은 개국 시조인 태조와 자신의 4대 조상인 장종(사도세자), 정조, 순조, 익종(효명세자)을 소급하여 황제로 추존하였다. 이때 장종의 묘호를 장조(莊祖)로 개칭하였다. 능호는 융릉(隆陵)이다. 무속에서도 장조를 왕자신(뒤주대감)으로 모신다.

## 저서
- 《능허관만고 (凌虛關漫稿)》
- 《어제장헌대왕지문》

## 가족 관계
|                                           |                         | 출생                                                     | 사망                                                              |
| ----------------------------------------- | ----------------------- | -------------------------------------------------------- | ----------------------------------------------------------------- |
| 대한제국의 추존 국왕 대한제국의 추존 황제 | 장조 의황제 莊祖 懿皇帝 | 1735년 2월 2일 (음력 1월 21일) 조선 한성부 창경궁 집복헌 | 1762년 7월 1일 (음력 윤5월 21일) (27세) 조선 한성부 창경궁 문정전 |

|      |                             | 생몰년          | 본관 | 부모                                                                     | 비고        |
| ---- | --------------------------- | --------------- | ---- | ------------------------------------------------------------------------ | ----------- |
| 부   | 영조대왕 英祖大王           | 1694년 - 1776년 | 전주 | 숙종대왕 肅宗大王 숙빈 최씨 淑嬪 崔氏                                    | 제21대 국왕 |
| 법모 | 정성왕후 서씨 貞聖王后 徐氏 | 1692년 - 1757년 | 대구 | 달성부원군 서종제 達城府院君 徐宗悌 잠성부부인 우봉 이씨 岑城府夫人 李氏 |             |
| 모   | 영빈 이씨 暎嬪 李氏         | 1696년 - 1764년 | 전의 | 이유번 李楡蕃 한양 김씨 漢陽 金氏                                        |             |

|                     | 시호                                              | 본관 | 생몰년          | 부모                                                                | 별칭                    | 비고                                                             |
| ------------------- | ------------------------------------------------- | ---- | --------------- | ------------------------------------------------------------------- | ----------------------- | ---------------------------------------------------------------- |
| 추존 왕비 추존 황후 | 헌경의황후 홍씨 獻敬懿皇后 洪氏 헌경왕후 獻敬王后 | 풍산 | 1735년 - 1815년 | 영풍부원군 홍봉한 永豊府院君 洪鳳漢 한산부부인 이씨 韓山府夫人 李氏 | 혜경궁 惠慶宮 혜빈 惠嬪 | - 1743년(영조 19년) 세자빈에 책봉 - 1899년(광무 3년) 황후로 추존 |

| 작호 | 작호                                    | 본관 | 이름           | 생몰년        | 부모                              | 비고                         |
| ---- | --------------------------------------- | ---- | -------------- | ------------- | --------------------------------- | ---------------------------- |
| 빈   | 숙빈 임씨 肅嬪 林氏 양제 임씨 良娣 林氏 | 부안 | 유혜           | 미상 - 1773년 | 임지번 林枝蕃 김해 김씨 金海 金氏 | 1899년(광무 3년) 빈으로 추증 |
| 빈   | 경빈 박씨 景嬪 朴氏 수칙 박씨 守則 朴氏 | 미상 | 빙애 氷愛 彬愛 | 미상 - 1761년 | 미상                              | 1901년(광무 5년) 빈으로 추증 |
| 수칙 | 수칙 이씨 守則 李氏                     | 미상 | 정렬 貞烈      | 미상          | 미상                              |                              |

| 군호 | 군호                                                  | 이름  | 생몰년          | 생모          | 배우자                                                                    | 비고                                                      |
| ---- | ----------------------------------------------------- | ----- | --------------- | ------------- | ------------------------------------------------------------------------- | --------------------------------------------------------- |
| 1    | 의소태자 懿昭太子 의소세손 懿昭世孫 의소세자 懿昭世子 | 정 琔 | 1750년 - 1752년 | 헌경왕후 홍씨 |                                                                           | 1899년(광무 3년) 세자로 격상 1901년(광무 5년) 태자로 격상 |
| 2    | 정조선황제 正祖宣皇帝 정조대왕 正祖大王               | 산 祘 | 1752년 - 1800년 | 헌경왕후 홍씨 | 효의선황후 김씨 孝懿宣皇后 金氏 효의왕후 孝懿王后                         | 제22대 국왕 대한제국의 추존 황제                          |
| 3    | 은언군 恩彦君                                         | 인 䄄 | 1754년 - 1801년 | 숙빈 임씨     | 상산군부인 진천 송씨 常山郡夫人 宋氏 전산군부인 전주 이씨 全山郡夫人 李氏 | 철종의 조부 신유박해 때 사사됨                            |
| 4    | 은신군 恩信君                                         | 진 禛 | 1755년 - 1771년 | 숙빈 임씨     | 님양군부인 홍씨 南陽郡夫人 洪氏                                           | 유배지에서 사망                                           |
| 5    | 은전군 恩全君                                         | 찬 禶 | 1759년 - 1778년 | 경빈 박씨     | 군부인 조씨 郡夫人 趙氏                                                   | 은전군 추대사건으로 사사됨                                |

| 작호 | 작호                                | 생몰년          | 생모            | 배우자                      | 비고                         |
| ---- | ----------------------------------- | --------------- | --------------- | --------------------------- | ---------------------------- |
| 1    | 청연공주 淸衍公主 청연군주 淸衍郡主 | 1754년 - 1821년 | 헌경의황후 홍씨 | 광은위 김기성 光恩尉 金箕性 | 1899년(광무 3년) 공주로 격상 |
| 2    | 청선공주 淸璿公主 청선군주 淸璿郡主 | 1756년 - 1802년 | 헌경의황후 홍씨 | 흥은위 정재화 興恩尉 鄭在和 | 1899년(광무 3년) 공주로 격상 |
| 3    | 청근옹주 淸瑾翁主 청근현주 淸瑾縣主 | 1758년 - 1835년 | 경빈 박씨       | 당은위 홍익돈 唐恩尉 洪益惇 | 1899년(광무 3년) 옹주로 격상 |

## 기타
아들 정조는 부왕 영조의 명에 따라 효장세자의 양자로 입양되었다. 그는 영조의 유지에 따라 효장세자를 왕으로 추존하고 청나라에 상주하여 시호까지 받았으나 못내 못마땅해 했다 한다. 그는 사후 아버지 사도세자의 곁에 묻히기를 소원하였는데, 1800년 정조 사후 그의 묘소 아래에 매장되었다가, 현재의 건릉의 위치로 옮겨졌다.
그는 한국 민간과 무속에서 신으로도 숭배되어 군왕신(君王神)의 하나로도 모셔진다. 무속신으로서의 호칭은 뒤주대감이다. 그가 뒤주에 갇혀 죽은 것에서 연원하는 호칭이다.
화완옹주를 근친상간한 것은 사도세자를 모함하기 위해서 화완옹주 자신이 거짓으로 지어내어 영조에게 고했다는 논란이 존재한다.

## 같이 보기
| - 임오화변 - 영조 - 정성왕후 - 정순왕후 - 영빈 이씨 - 효장세자 - 효순 현빈 - 화완옹주 - 화협옹주 - 화평옹주 - 이석문 | - 저승전 - 융건릉 - 선의왕후 - 노론 - 탕평책 - 조재호 - 이종성 - 조현명 - 유척기 - 김종수 - 구선복 | - 수원성 - 온양행궁 - 융릉 - 정조 - 의소세자 - 은언군 - 은신군 - 은전군 - 철종 - 문효세자 |

## 장조가 등장한 작품

### 드라마
| 연도   | 방송사 | 제목                           | 배우   |
| ------ | ------ | ------------------------------ | ------ |
| 1979년 | MBC    | 안국동 아씨                    | 유인촌 |
| 1988년 | KBS    | 하늘아 하늘아                  | 정보석 |
| 1988년 | MBC    | 조선왕조 오백년 - 제9화 한중록 | 최수종 |
| 1998년 | MBC    | 대왕의 길                      | 임호   |
| 2007년 | MBC    | 이산                           | 이창훈 |
| 2007년 | CGV    | 정조암살미스터리: 8일          | 조한준 |
| 2011년 | SBS    | 무사 백동수                    | 오만석 |
| 2014년 | SBS    | 비밀의 문: 의궤 살인 사건      | 이제훈 |
| 2015년 | KBS    | 드라마 스페셜 붉은 달          | 김대명 |
| 2021년 | MBC    | 옷소매 붉은 끝동               | 도상우 |

### 뮤지컬
| 연도   | 제목     | 배우   |
| ------ | -------- | ------ |
| 2007년 | 정조대왕 | 강상범 |

### 영화
| 연도   | 제목 | 배우   |
| ------ | ---- | ------ |
| 2014년 | 역린 | 김준환 |
| 2015년 | 사도 | 유아인 |

## 참고 자료
- 이 문서에는 다음커뮤니케이션(현 카카오)에서 GFDL 또는 CC-SA 라이선스로 배포한 글로벌 세계대백과사전의 〈제도의 변화〉 항목을 기초로 작성된 글이 포함되어 있습니다.
- 이덕일 《당쟁으로 보는 조선역사》(1997)
- 이덕일 《누가 왕을 죽였는가》(1998)
- 이덕일 《사도세자의 고백》(1998)
- 이덕일 《조선왕 독살사건》(2005)
- 정병설 《권력과 인간》